# Sbüll Ferenc
Sbüll Ferenc, szlovén formában (Anton Trstenjak nyomán): Fran Žbul, vend dialektusban: Ferànc Šbül (Turniscsa, 1825. július 26. – Nagy-Dolinc, 1864. április 12.) magyarországi szlovén katolikus pap és költő.
1858 és 1864 között a mai magyar határhoz közel fekvő Dolány (ma Dolenci, Szlovénia) plébánosa. A versek mellett írt vallási tárgyú műveket is.

## Élete
Sbüll tótsági (ma a Vendvidék és Muravidék), szülei id. Sbüll Ferenc és Barbarics Magdolna voltak. Szülőfaluja ma Bántornya (Turnišče) néven Szlovénia része.
Turniscsában kezdte el az elemi iskolát, majd  Kőszegre került, ahol a Kelcz – Adelffy árvaházban hat évet töltött. Két gimnáziumi osztályt Szombathelyen végzett el, utána  Bécsbe ment, ahol a Pázmány Péter által alapított Pázmáneum nevű papneveldében 1848-ig tanult. A császárvárosban egy irodalmi egyesült titkára is volt, melynek számtalan nemzetiségű tagja volt a Habsburg Birodalom valamennyi népéből. Mindannyian nyitottak voltak a világ felé és szem előtt tartották mindegyikük nemzetének érdekeit. Ezt a tudat gyökerezett meg Sbüllben is, ami egész életére meghatározó lett.

1848. december 6-án volt újmiséje Muraszombatban (ma Murska Sobota, Szlovénia). 1848-tól és 1854-ig Muraszombatban, majd 1858-ig Vízlendván (ma Sveti Jurij) volt káplán.

1858-ban, harminchárom éves korában helyezték a nagy-dolinczi plébániára, melyet már halála előtt négy hónappal elvettek tőle, betegsége miatt.
Egész életében depresszióval, sőt valószínű, hogy epilepsziával is küszködött. Annyira szűkén volt a pénznek, hogy emiatt később több kéziratát is elvesztette. 39 éves korában halt meg.

## Munkái
Sbüll cikkeket írt a hazafias magyar Religio c. lapba. Itt átfogó értekezésekben elemezte a magyar szabadságharcot. Munkájáért 100 aranyforinttal jutalmazták.
Rendkívül művelt volt, tanulmányozta a latin, francia, görög és német irodalmat. Verseivel közelíteni igyekszik a világirodalmi szintre, s egyfajta „vend Petőfi”-nek is tekinthető. A költeményeket átitatja a hazaszeretet és nemzetének, a magyarországi szlovénség sorvadásának fájdalma, mint ahogy egyik versében „Szlovén, szlovén, te nagy szegény vagy!” A szlovén nemzetiség fennmaradását egyszerre veszélyeztette a magyarosítás afelől az ország részéről, amelyben ők is éltek és az őket uraló osztrákok germanizációs törekvése részéről.
Halála előtt eltervezte egy új katekizmus és vélhetően evangéliumos könyv összeállítását is, de ezt már nem tehette meg. A katekizmust helyette Borovnyák József készítette el. Sbüll még mindig a feledés homályában van és kevés szó esik róla.